# Schloss Breitenau

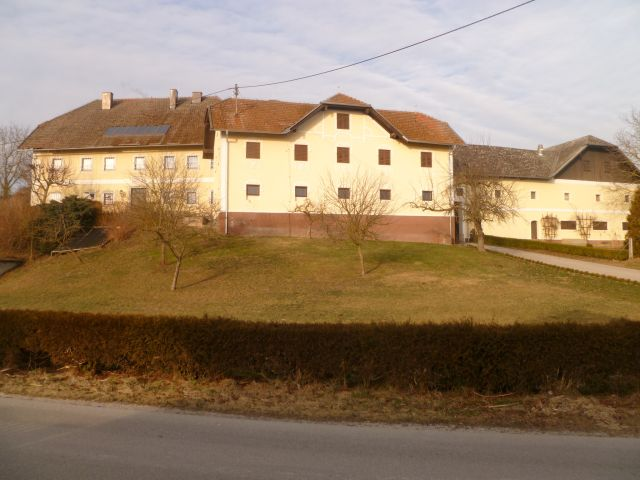
Gut Breitenau: Gesamtansicht

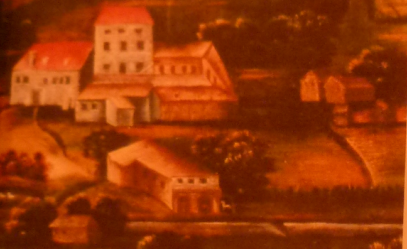
Gut Breitenau nach einem Ölbild aus der 2. Hälfte des 17. Jahrhunderts

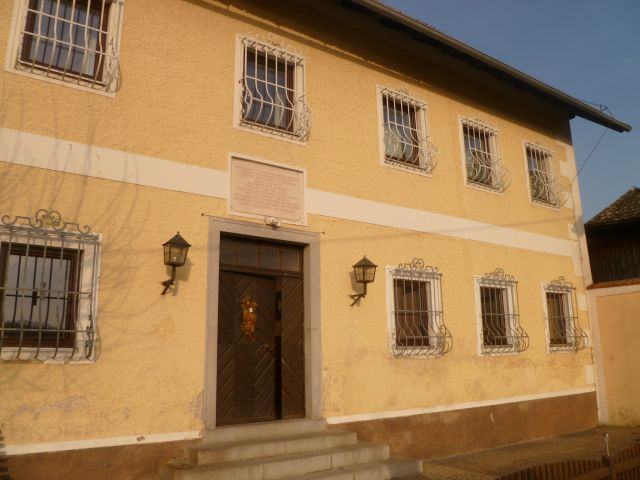
Gut Breitenau: Hausfront

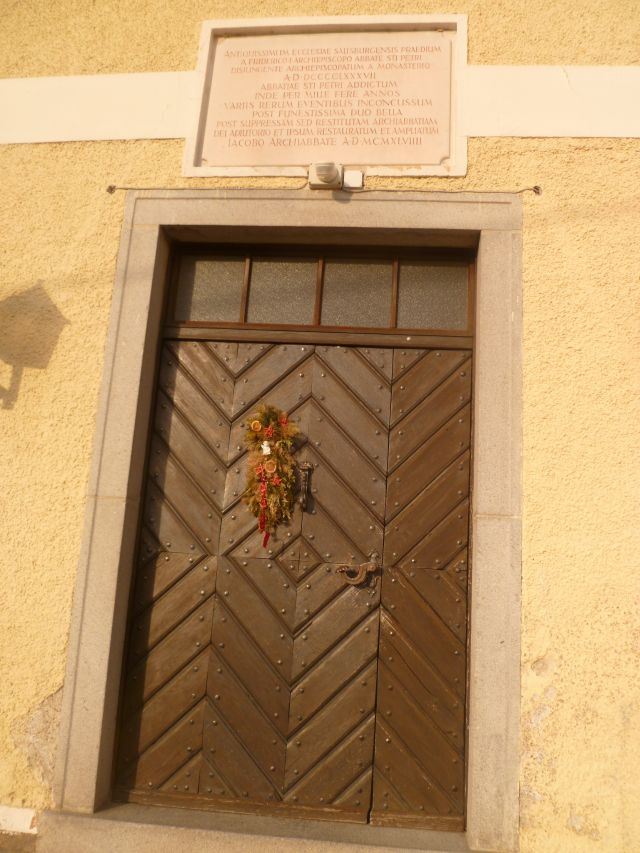
Gut Breitenau: Eingangstür

Das Schloss Breitenau bzw. der jetzige Gutshof Breitenau liegt im Ortsteil Breitenau der Gemeinde Pennewang im Bezirk Wels-Land.

## Geschichte
Das Gut oder Schloss Breitenau wird urkundlich erstmals 987 erwähnt. Damals übergab der Salzburger Erzbischof Friedrich im Zuge der Gütertrennung zwischen Bistum und Stift St. Peter auch die Besitzungen in Preitinouwa (Preitnowe) an das Kloster. Durch Schenkungen wurde das Amt Breitenau vergrößert. Trotz Versuche der Adelsfamilie der Jörger von Tollet im 16. Jahrhundert und des Klosters Lambach im 17. Jahrhundert, Amt und Pflegegericht an sich zu ziehen, blieb der Besitz bis zur Aufhebung der Grundherrschaft 1848–1850 bei dem Kloster St. Peter. Auch heute sind der Gutshof und das dazugehörige Dominikalland im Eigentum von St. Peter. Unklar sind die Verhältnisse zwischen einem angeblich vorhandenen Schloss und dem Gut Breitenau. Für das Schloss wird 1411 ein Ulrich der Salmansleyter zw Praytenaw erwähnt, 1452 ein Ritter Jörg der Treytelkover zu Praytenaw. Am 11. Februar 1459 tritt ein Walter Palstorffer, gesessen zu Praytenaw, auf. Allerdings sind die Genannten auch auf der Liste der Verwalter des St. Petrischen Gutes zu finden, sodass die Annahme, dass es hier zwei Besitzungen gegeben habe, von denen einer baulich nicht mehr nachweisbar ist, vermutlich nicht richtig ist.
Die Liste der Verwalter der Herrschaft Breitenau ist seit dem 12. Jahrhundert dokumentiert. Neben zahlreichen weltlichen Verwaltern wurde das Gut im 18. Jahrhundert auch von einer Reihe von Klerikern des Klosters (OSB) verwaltet. 1887 übernahm Rupert Eckschlager, aus Hintersee im Salzburger Land stammend, die Verwaltung.

## Gegenwart
Der repräsentative Gutshof liegt auf einem Hügel in der Ortschaft Breitenau. Es ist mit schön geschwungenen Fensterkörben und einem Schopfwalmdach ausgestattet. Über der Eingangstür erinnert eine lateinische Inschrift an die Zugehörigkeit zu St. Peter.
Der Wohnbau wurde 1838 einem umfassenden Umbau unterzogen. Auch 1914 wurden der Gutshof und der Ökonomietrakt durch Dombaumeister Schlager aus Linz und Baumeister Herndl aus Ried nochmals erneuert. Dabei verschwanden auch die Räume des ehemaligen Pflegegerichts (Kanzleiraum und zwei Arresträume). Der letzte Umbau, der zur heutigen Gestalt führte, wurde 1948 durchgeführt.
Das Gut wird seit Mitte des 19. Jahrhunderts nun in der vierten Generation von der Familie Eckschlager verwaltet.